# Mouna Bassili Sehnaoui
Pour les articles homonymes, voir Sehnaoui.
Mouna Bassili Sehnaoui (née en 1945) est une peintre libanaise, écrivaine et artiste.

## Biographie
Née en Égypte, l'artiste libanaise Mouna Bassili Sehnaoui a fréquenté l'Université américaine de Beyrouth et l'Université de l'Arizona, où elle a étudié les beaux-arts. Sehnaoui travaille dans une variété de formats allant de la peinture à l'écriture, en passant par le design et la sculpture. Elle a eu des expositions personnelles à Paris, Dubaï et Beyrouth. Sehnaoui vit et travaille actuellement à Beyrouth avec son mari Marwan, président de l'ordre souverain de Malte au Liban et ses fils Salim Sehnaoui et Khalil Sehnaoui .
Dans les années 1970, Bassili Sehnaoui était responsable du département des arts graphiques du Conseil National du Tourisme Libanais. Elle a également réalisé des dessins pour des timbres, des emballages, des affiches et des illustrations de livres et a réalisé des films pour la chaîne de télévision publique libanaise. Elle a ensuite appris la peinture et la typographie, deux disciplines qu'elle a également enseignées dans des universités libanaises.
Son style est influencé par un héritage culturel du Moyen-Orient, comme en témoigne le traitement uniforme des couleurs dans les icônes byzantines et les miniatures persanes. Le traitement de l'espace est très personnel et apporte une nouvelle dimension à une approche figurative en utilisant des symboles et des «fenêtres» hiéroglyphiques, qui s'ouvrent pour révéler un aspect ajouté du sujet traité.
Depuis le début des années 1990, elle produit des albums de lithographies basées sur des légendes Phéniciennes et étudie la peinture sur porcelaine tout en travaillant comme designer et illustratrice. Bassili Sehnaoui expose des œuvres d'art depuis le milieu des années soixante. Ses peintures apparemment naïves font le plus souvent référence à son environnement, à son pays et à son patrimoine culturel. Les œuvres suggèrent une interprétation très personnelle de l'espace où les formes et les lignes s'interpénètrent dans des harmonies colorées.

## Travail
Son travail a remporté plusieurs prix et figure au Museum of Prints, à Alexandrie ; le Musée Sursock, Beyrouth ; la collection d'art de l'Université américaine de Beyrouth ; la Bank Audi Art Collection ainsi que de nombreuses collections privées à travers le monde.
Sehnaoui a également conçu le célèbre logo du Liban, largement utilisé, pour le ministère de la Culture dans les années 1960, ainsi que plusieurs affiches encourageant le tourisme dans le pays.

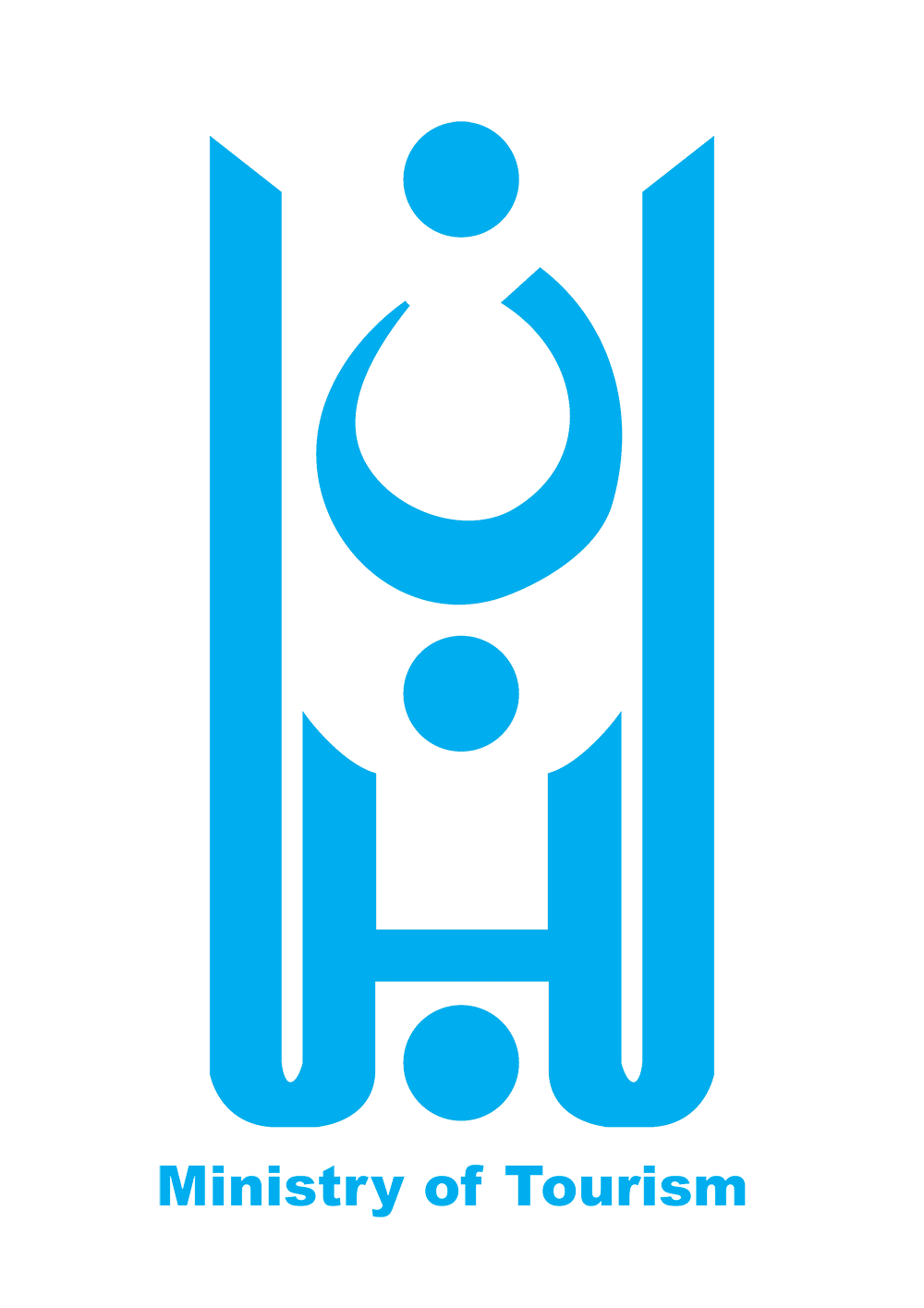
Logo du ministère du Tourisme du Liban

Elle est également connue pour ses peintures représentant la guerre civile libanaise,.

### Expositions Personnelles
- 1971 : JF Kennedy Center, Beyrouth, Liban.
- 1980 : Galerie Épreuve d'Artiste, Beyrouth, Liban.
- 1987 : Galerie Épreuve d'Artiste, Beyrouth, Liban..
- 1990 : Galerie Nicole Bélier, Paris, France.
- 1991 : Galerie Épreuve d'Artiste, Beyrouth, Liban.
- 1994 : Galerie Al Turath Al Arabi, Khobar, Arabie Saoudite.
- 1993 : Galerie 50 x 70, Beyrouth, Liban.
- 1996 : Galerie Épreuve d'Artiste, Beyrouth, Liban.
- 1998 : Peintures : Les Années de Guerre, Université américaine de Beyrouth, Liban.
- 1999 : Galerie Épreuve d'Artiste, Beyrouth, Liban.
- 2001 : Galerie Janine Rubeiz, Beyrouth, Liban.
- 2002 : Green Art Gallery, Dubaï, Émirats arabes unis.
- 2004 : Galerie Janine Rubeiz, Beyrouth, Liban.
- 2007 : Galerie M, Paris, France
- 2007 : Galerie Janine Rubeiz, Beyrouth, Liban
- 2011 : Galerie Salwa Zeidan, Abu Dhabi
- 2012 : Aida Cherfan Fine Art, Beyrouth, Liban[8]
- 2015 : Aida Cherfan Fine Art, Beyrouth, Liban[9]
- 2017 : Aida Cherfan Fine Art, Beyrouth, Liban[10]

### Ouvrages
- Histoires et Mythes illustre du Liban d'antan, texte de Nina Jidejian, édition Dar An Nahar, 1999.
- Professions & Callings, texte de Fifi bou Dib, éditions Dar An Nahar, 2001.
- Cinquième jour, texte de Joseph Tarrab, éditions Dar An Nahar, 2008.
- Barytus : L'école de droit, texte de Nina Jidejian, édition Dar An Nahar, 2011.